# Harper (motorfiets)
Harper is een Brits historisch merk van scooters.
De bedrijfsnaam was: C.E. Harper Aircraft Co., Exeter Airport.
C.E. Harper nam in 1952 Chrislea Aircraft Limited over. Dit bedrijf, dat eerder zelf vliegtuigen produceerde, ging vanaf dat moment onderdelen voor andere vliegtuigen maken, o.a. de Vickers Viscount en de Vickers VC-10.
Al snel bouwde men een prototype van een scooter, de Saharan, die zijn naam dankte aan het feit dat ontwerper "Spike" Rhiando de machine door de Sahara naar Kaapstad had gereden. Op de Earls Court Show van 1954 presenteerde men de Harper Scootermobile-scooter, die was gebaseerd op dit prototype. Deze had een glasvezel-carrosserie, die vrij fors was uitgevoerd, en was leverbaar met een startmotor. De Scootermobile werd aangedreven door een 122cc-Villiers-tweetaktmotor. Het werd echter geen succes; in 1955 werden zes exemplaren geproduceerd en daarna werd de productie al beëindigd.
Van de zes geproduceerde scooters bestaat er nog een, die wordt tentoongesteld in het Haynes International Motor Museum in Sparkford